# Жули (Угранский район)
Жули — деревня в Угранском районе Смоленской области России. Входит в состав Захарьевского сельского поселения.
Население — 15 жителей (2007 год).
Расположена в юго-восточной части области в 25 км к юго-западу от села Угра, в 10 км западнее автодороги Знаменка-Спас-Деменск, на берегу реки Угра. В 26 км восточнее от деревни находится железнодорожная станция Вертехово на линии Торжок-Брянск.

## История
В годы Великой Отечественной войны деревня была оккупирована гитлеровскими войсками в октябре 1941 года, освобождена в марте 1943 года.